# Sokol Prenga
Sokol Prenga (Tirana, 24 maggio 1971) è un ex calciatore albanese, di ruolo centrocampista.

## Carriera

### Nazionale
Ha collezionato 7 presenze con la nazionale albanese.

## Statistiche

### Presenze e reti nei club
Statistiche aggiornate al 14 ottobre 2007.
| Stagione        | Squadra           | Campionato      | Campionato | Campionato | Coppa nazionale | Coppa nazionale | Coppa nazionale | Coppe europee | Coppe europee | Coppe europee | Altre coppe | Altre coppe | Altre coppe | Totale | Totale |
| Stagione        | Squadra           | Comp            | Pres       | Reti       | Comp            | Pres            | Reti            | Comp          | Pres          | Reti          | Comp        | Pres        | Reti        | Pres   | Reti   |
| --------------- | ----------------- | --------------- | ---------- | ---------- | --------------- | --------------- | --------------- | ------------- | ------------- | ------------- | ----------- | ----------- | ----------- | ------ | ------ |
| 1994-1995       | Tirana            | KP              | 0          | 0          | CA              | 0               | 0               | CdC           | 3             | 1             | -           | -           | -           | 3      | 1      |
| 1995-1996       | Tirana            | KP              | 0          | 0          | CA              | 0               | 0               | CU            | 2             | 0             | -           | -           | -           | 2      | 0      |
| lug.-ago. 1996  | Flamurtari Valona | KP              | 0          | 0          | CA              | 0               | 0               | CdC           | 2             | 0             | -           | -           | -           | 2      | 0      |
| 1996-1997       | Tirana            | KP              | 0          | 0          | CA              | 0               | 0               | CU            | 0             | 0             | -           | -           | -           | 0      | 0      |
| 1997-gen. 1998  | Tirana            | KP              | 0          | 0          | CA              | 0               | 0               | -             | -             | -             | -           | -           | -           | 0      | 0      |
| gen.-giu. 1998  | Hartberg          | 2L              | 7          | 0          | CA              | 0               | 0               | -             | -             | -             | -           | -           | -           | 7      | 0      |
| 1998-1999       | Tirana            | KS              | 0          | 0          | CA              | 0               | 0               | -             | -             | -             | -           | -           | -           | 0      | 0      |
| 1999-gen. 2000  | Tirana            | KS              | 5          | 1          | CA              | 0               | 0               | UCL           | 2             | 0             | -           | -           | -           | 7      | 1      |
| gen.-giu. 2000  | Teuta             | KS              | 17         | 2          | CA              | 0               | 0               | UCL           | 0             | 0             | -           | -           | -           | 17     | 2      |
| 2000-2001       | Tirana            | KS              | 22         | 1          | CA              | 0               | 0               | -             | -             | -             | SA          | 1           | 0           | 23     | 1      |
| 2001-2002       | Partizani Tirana  | KS              | 13         | 0          | CA              | 0               | 0               | -             | -             | -             | -           | -           | -           | 13     | 0      |
| 2002-2003       | Tirana            | KS              | 7          | 1          | CA              | 2               | 0               | CU            | 0             | 0             | SA          | 0           | 0           | 9      | 1      |
| 2003-2004       | Tirana            | KS              | 0          | 0          | CA              | 0               | 0               | UCL           | 1             | 0             | SA          | 1           | 0           | 2      | 0      |
| Totale Tirana   | Totale Tirana     | Totale Tirana   | 34+        | 3+         |                 | 2               | 0               |               | 8             | 1             |             | 2           | 0           | 46+    | 4+     |
| Totale carriera | Totale carriera   | Totale carriera | 71+        | 5+         |                 | 2               | 0               |               | 10            | 1             |             | 2           | 0           | 85+    | 6+     |

## Palmarès

### Club

#### Competizioni nazionali
- Campionato albanese: 7

Tirana: 1994-1995, 1995-1996, 1996-1997, 1998-1999, 1999-2000, 2002-2003, 2003-2004
- Coppa d'Albania: 3

Tirana: 1995-1996, 1998-1999, 2000-2001
- Supercoppa d'Albania: 4

Tirana: 1994, 2000, 2002, 2003